# Roddy Frame
Roddy Frame (East Kilbride, 29 januari 1964) is een Schots singer-songwriter.
Frame begon zijn muzikale loopbaan na zijn kennismaking met de muziek van David Bowie, alhoewel zijn muziek daar verre van bleef. Al op zestienjarige leeftijd raakte hij betrokken bij het platenlabel Postcard Records. In 1980 begon Frame in Glasgow een muziekgroep onder de naam Aztec Camera. Hij nam onder deze naam voor Postcard een aantal singles op waaronder "Just Like Gold" en "Mattress of Wire". Deze laatste uit 1981 viel positief op bij de diskjockey John Peel van BBC Radio 1. Aztec Camera kreeg een contract bij het wat grotere Rough Trade Records. Er verschenen een ris singles en een aantal albums, waarbij Frame steeds meer als enig muzikant overbleef. Bij de laatste albums schakelde hij studiomusici in, die één track speelden en dan weer vertrokken.
Na het laatste album Frestonia liet Frame de naam Aztec Camera voor wat het was; hij ging verder onder eigen naam. Frame is vooral populair in het Verenigd Koninkrijk en Japan, eigenlijk net zoals Aztec Camera.

## Solo discografie
- The North Star (Independiente, 1998)
- Surf (Redemption, 2002)
- Western skies (Redemption, 2006)
- roddy frame live at ronnie scott's (2006)
- roddy frame live in osaka (2007)